# Kengeschbek Duischöbajew
Kengeschbek Assanbekowitsch Duischöbajew (kirgisisch Кеңешбек Асанбекович Дүйшөбаев, russisch Кенешбек Асанбекович Дуйшебаев Keneschbek Assanbekowitsch Duischebajew; * 8. Juli 1957 in der Landgemeinde Boroldoi, Rajon Kemin, Oblus Tschüi) ist ein kirgisischer Politiker. Er war 2010 Sicherheits- und Geheimdienstchef in der Übergangsregierung Kirgisistans.

## Biographie
Duischöbajew absolvierte 1987 die Akademie des Ministeriums für Innere Angelegenheiten der UdSSR mit dem Schwerpunkt Jurisprudenz. Vom Dezember 1990 bis Januar 1992 war er als Leiter der Kriminalpolizei des kirgisischen Innenministeriums für das Oblus Yssyk-Köl tätig.
Zwischen 1993 und 1997 bekleidete Duischöbajew den Posten des Leiters der Polizeidirektion von Yssyk-Köl, bevor er zum Generalstabschef des kirgisischen Innenministeriums ernannt wurde. 2001 stieg er zum stellvertretenden Innenminister Kirgisistans auf.
Von 2003 bis 2005 arbeitete Duischöbajew als Abteilungsleiter für innere Angelegenheiten der Stadt Bischkek.
2012 wurde er Vorsitzender des staatlichen Drogenkontrolldienstes der kirgisischen Regierung.
Am 26. März 2013 wurde er für den Zeitraum 2013–2015 zum stellvertretenden Generalsekretär der Shanghaier Organisation für Zusammenarbeit ernannt.
Am 15. Oktober 2020 wurde Duischöbajew von Sooronbai Dscheenbekow zum Sekretär des Sicherheitsrates von Kirgisistan ernannt, jedoch nur 12 Tage später aus dem Amt entlassen.

## Sonstiges
Er wird von den Anhängern der nationalkonservativen Partei Ata-Schurt beschuldigt, am 23. Oktober 2010 an einem Mordkomplott gegen ihren Parteiführer, Kamtschibek Taschijew, beteiligt gewesen zu sein.